# Run Into the Light
A Run Into the Light az angol énekesnő, Ellie Goulding második középlemeze, más néven EP-je. 2010. augusztus 30-án jelent meg iTunes-on. A kiadó Ellie korábbi lemezeihez hasonlóan a Polydor Records. A korong hat remixet tartalmaz, melyek a Lights című debütáló nagylemezén lévő dalok feldolgozásai.

## Háttér
Az összes remix Alex Metric producer munkája, kinek célja az volt, hogy újraalkossa a természetes hangokat, hogy egy futó hallgathassa őket. A Run Into The Light Medley futók számára készült, Ellie ugyanis szeret futni, így ezen szenvedélyét űző rajongóinak készült a feldolgozás. A futó tempója a dal sebességével együtt alakul.

## Dallista
|    | Cím                                             | Hossz |
| -- | ----------------------------------------------- | ----- |
| 1. | Run Into the Light Medley                       | 30:06 |
| 2. | This Love (Will Be Your Downfall) (Mille Remix) | 5:31  |
| 3. | Guns and Horses (Monsieur Adi Remix)            | 4:22  |
| 4. | Lights (Fear of Tigers Remix)                   | 4:54  |
| 5. | Salt Skin (Alex Metric Remix)                   | 5:00  |
| 6. | Starry Eyed (Russ Chimes Remix)                 | 4:41  |
| 7. | Under the Sheets (Jakwob Remix)                 | 5:35  |

## Elért helyezések
| Slágerlisták (2010) | Legjobb helyezés |
| ------------------- | ---------------- |
| UK Albums Chart     | 102              |

## Megjelenési dátumok
| Ország             | Dátum               | Kiadó   | Formátum           |
| ------------------ | ------------------- | ------- | ------------------ |
| Egyesült Királyság | 2010. augusztus 30. | Polydor | Digitális letöltés |